# Pyť-Jach
Pyť-Jach (rusky Пыть-Ях) je město v Chantymansijském autonomním okruhu – Jugře v Ruské federaci. Při sčítání lidu v roce 2010 měl přes jednačtyřicet tisíc obyvatel.

## Poloha a doprava
Pyť-Jach leží v Západosibiřské rovině na řece Bolšoj Balyk, přítoku řeky Bolšaja Juganskaj v povodí Obu.
Město má stanici na železniční trati z Ťumeně do Surgutu uvedené do provozu v roce 1978.

## Dějiny
V roce 1968 vzniklo na území současného města sídlo Mamontovo určené pro rozvoj těžby ropy. Sídlo Pyť-Jach následně vzniklo jako staniční osídlení na nedalekém nádraží koncem sedmdesátých let dvacátého století. Obě sídla rostla: V roce 1979 získalo Mamontovo status sídla městského typu a v roce 1982 jej získal i Pyť-Jach. V roce bylo Mamontovo sloučeno do Pyť-Jachu a ten získal v roce 1990 status města.